# Mihail Kogălniceanu
Mihail Kogălniceanu (6 de septiembre de 1817 – 1 de julio de 1891) fue un estadista liberal rumano nacido en Moldavia, y también abogado, historiador y publicista; llegó a ser primer ministro de Rumania el 11 de octubre de 1863, después de la unión de los Principados Danubianos bajo Alexandru Ioan Cuza, y después fue ministro del exterior para Carol I. Fue ministro del interior en varias ocasiones durante los reinados de Cuza y Carol I. Versado en varios dominios, Kogălniceanu fue uno de los más influyentes intelectuales rumanos de su generación. Siendo partidario de la corriente liberal moderada durante la mayor parte de su vida, empezó su carrera política como colaborador del príncipe Mihail Sturdza, mientras era también director del Teatro de Iaşi y editor de varias publicaciones, junto con el poeta Vasile Alecsandri y el activista Ion Ghica. Tras editar la influyente revista Dacia Literară y ser profesor en la Academia Mihăileană, Kogălniceanu entró en conflicto con las autoridades por culpa de su discurso inaugural de 1843, influido por el nacionalismo romántico. Fue el ideólogo de la revolución de 1848 en Moldavia, escribiendo su documento principal, "Dorinţele partidei naţionale din Moldova" ("Los deseos del partido nacional de Moldavia). 
Después de la Guerra de Crimea, junto con el príncipe Grigore Alexandru Ghica, Kogălniceanu fue responsable de redactar la legislación para abolir la esclavitud de los gitanos. Junto con Alecsandri, editó la revista unionista "Steaua Dunării", tuvo un papel prominente durante las elecciones para el "Divan ad-hoc", y promovió con éxito a Cuza, su amigo cercano, al trono. Kogălniceanu propuso legislación para revocar los rangos y títulos tradicionales, y para secularizar las propiedades de los monasterios. Sus esfuerzos en el dominio de la reforma agraria resultaron en un voto de censura, llevando a Cuza a imponerles a través de un golpe de Estado en mayo de 1864. Sin embargo, Kogălniceanu dimitió en 1865 tras algunos conflictos con el monarca. Una década después, contribuyó a la formación del Partido Nacional Liberal, antes de tener un papel importante en la decisión de Rumania para entrar en la guerra ruso-turca de 1877-1878, decisión que consagró la independencia de Rumania. Durante sus últimos años, fue un miembro prominente y después presidente de la Academia Rumana, y por un corto período de tiempo fue el representante de Rumania en Francia. 

## Biografía

### Primeros años y estudios
Nacido en Iaşi, pertenecía a la familia Kogălniceanu de boyardos moldavos, siendo hijo del vornic Ilie Kogălniceanu, y biznieto de Constantin Kogălniceanu (conocido por haber firmado su nombre en un documento de 1749 emitido por el príncipe Constantine Mavrocordatos, documento que anuló la servidumbre en Moldavia.) La madre de Mihail, Catinca, de soltera Stavilla (o Stavillă), era, según Mihail, «de una familia rumana de Besarabia». El autor observó con orgullo que «mi familia nunca buscó sus orígenes en países y pueblos extranjeros». Sin embargo, en un discurso que presentó cerca de su muerte, Kogălniceanu comentó que su madre era descendiente de «una familia de Génova, establecida desde siglos en la colonia genovesa de Cetatea Albă (Akerman), desde donde se extendió por Besarabia».
Durante la vida de Milhail Kogălniceanu hubo confusión concerniente al año exacto de su nacimiento, con varias fuentes indicando erróneamente que ese año era 1806; en su discurso dirigido a la Academia Rumana, tomó nota de eso, y afirmó que la fecha exacta de su nacimiento figuraba en un registro guardado por su padre. En dicha ocasión también mencionó que su madrina era Marghioala Calimach, una mujer de la familia de boyardos Callimachi, quien se casó con un miembro de la familia Sturdza, y era la madre de Mihail Sturdza (el supuesto protector, y después enemigo, de Kogălniceanu).
Kogălniceanu recibió educación en el monasterio Trei Ierarhi de Iaşi, antes de ser tutelado por Gherman Vida, un monje perteneciente a la Escuela Transilvana, quien era asociado de Gheorghe Şincai. Completó su educación primaria en Miroslava, donde vivió en el internado Cuénim. Fue en ese período temprano de su vida cuando conoció al poeta Vasile Alecsandri (los dos fueron alumnos de Vida y en Cuénim), a Costache Negri y a Alexandru Ioan Cuza. Fue entonces cuando se apasionó por la historia e inició sus investigaciones sobre las antiguas crónicas de Moldavia.
Con apoyo del príncipe Sturdza, Kogălniceanu continuó sus estudios fuera del país, originalmente en la ciudad francesa de Lunéville (donde recibió ayuda del antiguo tutor de Sturdza, el abbé Lhommé), y más tarde en la Universidad de Berlín. Sus compañeros incluían al futuro filósofo Grigore Sturdza, hijo del monarca. Su estancia en Lunéville quedó interrumpida por la intervención de los oficiales rusos, quienes monitorizaban a Moldavia a través de lo estipulado en el "Regulamentul Organic", y creían que, debido a la influencia de Lhommé (participante en la Revolución francesa), en las cabezas de los estudiantes entrarían ideas de rebelión; todos los estudiantes moldavos, incluidos los hijos de Sturdza y otros nobles, fueron retirados de la escuela en 1835, y enviados a instituciones de educación prusianas.

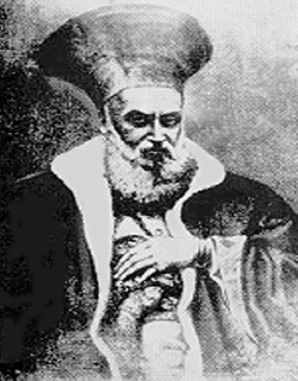
Ilie Kogălniceanu
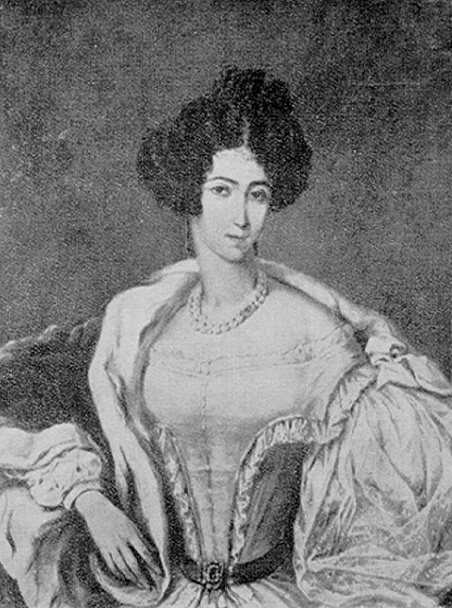
Catinca Stavilla
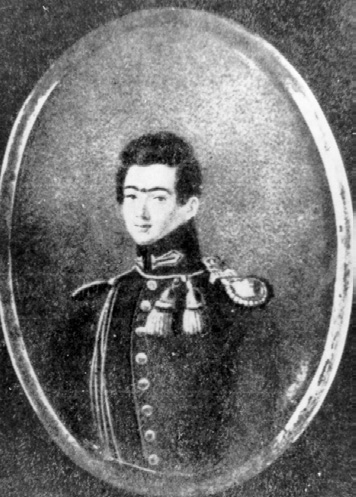
Mihail Kogălniceanu en su juventud

### En Berlín
Durante el período de Berlín, entró en contacto con y fue influenciado por Friedrich Carl von Savigny, Alexander von Humboldt, Eduard Gans y, especialmente, el profesor Leopold von Ranke, cuyas ideas sobre la necesidad para los políticos de estar acostumbrados con la ciencia de la historia adoptó plenamente. En páginas que dedicó a la influencia ejercida por Georg Wilhelm Friedrich Hegel sobre el pensamiento rumano, Tudor Vianu observó que algunos principios relacionados con Hegel fueron un atributo común en la facultad de Berlín durante la estancia de Kogălniceanu ahí. Vianu comentó que, en los años siguientes, el político adoptó puntos de vista que se hacían eco de los de Hegel, particularmente el principio según el cual la legislación tenía que adaptarse al espíritu individual de las naciones.
Kogălniceanu llegó a notar con orgullo que fue el primer estudiante rumano de Ranke, y afirmó que, en conversaciones con Humboldt, fue la primera persona en usar los equivalentes modernos en el idioma francés de las palabras «rumano» y «Rumania» ("roumain" y "Roumanie") —en lugar de «Moldavia, moldavo» y «Valaquia, valaco»—, así como en lugar de las antiguas versiones usadas por el intelectual rumano Gheorghe Asachi;; el historiador Nicolae Iorga notó el papel de Kogălniceanu en convertir a esos nombres en las denominaciones estándar.

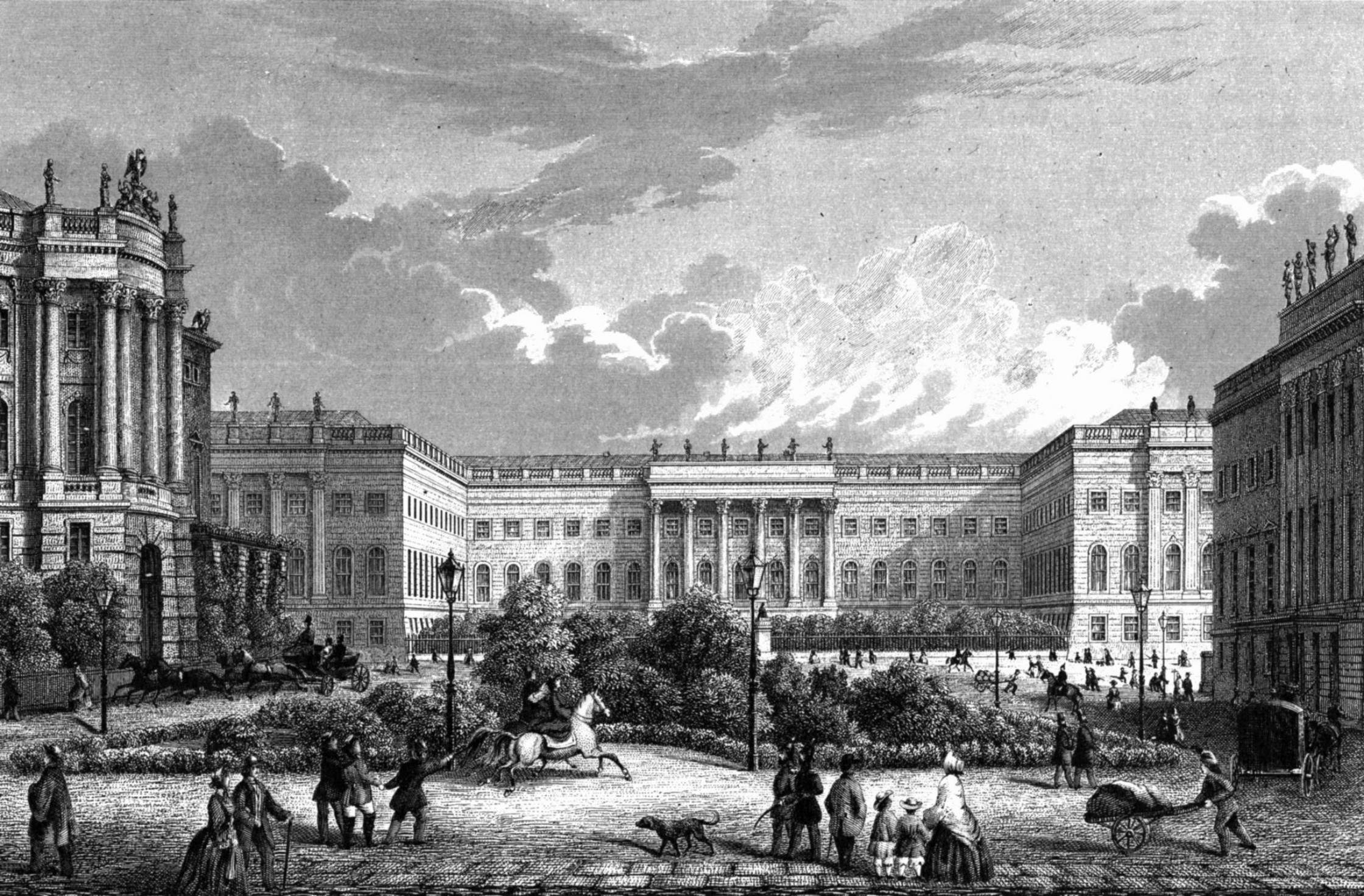
La Universidad de Berlín en 1855.

Kogălniceanu fue introducido también a Frederica de Mecklenburg-Strelitz, y llegó a ser relativamente cercano a su hijo Jorge V de Hanóver, futuro dueño de Hannover. Inicialmente viviendo en una comunidad de la diáspora hugonote, llegó a ser huésped del pastor calvinista Jonas, en cuya residencia fue testigo de la reunión de activistas a favor de la unificación alemana. Conforme a sus memorias, su grupo de moldavos estaba atentamente vigilado por Alexandru Sturdza, quien, además, pidió la ayuda de Kogălniceanu para escribir su libro Études historiques, chrétiennes et morales. Durante viajes de verano a la ciudad pomerana Heringsdorf, conoció al novelista Willibald Alexis, quien pasó a ser su amigo y le enseñó acerca de las reformas agrarias del rey prusiano Federico Guillermo III. Más tarde, Kogălniceanu estudió los efectos de la reforma cuando visitó Alt Schwerin, y vio la posibilidad de implementar los métodos en su país natal.
Acumulando conocimientos en temas históricos y sociales, Kogălniceanu empezó el trabajo para sus primeras obras: un estudio del pueblo gitano y el libro en francés Histoire de la Valachie, de la Moldavie, et des Vlaques transdanubiens, el primer volumen de una síntesis de la historia rumana, publicado inicialmente en 1837 en la Confederación Alemana. Además, fue autor de una serie de estudios acerca de la literatura rumana. Firmó sus primeras obras con la versión afrancesada de su nombre, Michel de Kogalnitchan.
Provocando las sospechas del príncipe Strudza después de que Kogălniceanu pareció estar de parte de la juventud con mentalidad reformadora de su tiempo, en oposición con el régimen de "Regulamentul Organic", se le impidió terminar su doctorado, y tuvo que regresar a Iaşi, donde llegó a ser ayudante del príncipe en 1838.

### Oposición al príncipe Sturdza
En la siguiente década, publicó un gran número de obras, incluyendo ensayos y artículos, sus primeras ediciones de los cronistas moldavos, así como otros libros y artículos, también fundando una sucesión de periódicos que duraron poco: "Alăuta Românească" (1838), "Foaea Sătească a Prinţipatului Moldovei" (1839), "Dacia Literară" (1840), "Arhiva Românească" (1840), "Calendar pentru Poporul Românesc" (1842), "Propăşirea" (renombrado "Foaie Ştiinţifică şi Literară", 1843), y varios almanaques. Tanto "Dacia Literară" como "Foaie Ştiinţifică", que editó junto a Alecsandri, Ion Ghica, y Petre Balş, fueron suprimidos por las autoridades de Moldavia, por ser considerados sospechosos. Junto con Costache Negruzzi, imprimió todas las obras de Dimitrie Cantemir que pudo encontrar entonces, y, con el tiempo, adquirió su propia prensa, con el intento de publicar las ediciones completas de las crónicas moldavas, incluyendo a las de Miron Costin y Grigore Ureche (después de muchas interrupciones asociadas a sus elecciones políticas, el proyecto fue realizado en 1852.
Con Dacia Literară, Kogălniceanu empezó a expandir su ideal romántico del "específico nacional", que influyó en gran medida a Alexandru Odobescu y a otras figuras literarias. Uno de los principales propósitos de sus publicaciones era expandir la cobertura de la cultura rumana más allá de sus estados iniciales, en los cuales se había basado en traducciones de obras de la literatura occidental; conforme a Garabet Ibrăileanu, esto estuvo acompañado de un ataque mascado en contra de Gheorghe Asachi y su "Albina Românească" Mihail Kogălniceanu criticó al final claramente a Asachi por su propuesta de lengua rumana literaria, que se basaba en arcaísmos y en fonemas afrancesados, argumentando que no tenía consistencia. Además, evidenció la influencia de la lírica extranjera en las obras de Asachi, afirmando que era excesiva. También surgieron tensiones entre Kogălniceanu y Alecsandri después de que el primero empezó a sospechar que su colaborador había reducido y cambiado de tono sus contribuciones en "Foaie Ştiinţifică".
En mayo de 1840, mientras servía de secretario para el príncipe Sturdza, llegó a ser codirector (con Alecsandri y Negruzzi) del Teatro Nacional de Iaşi. Esto siguió a la decisión del monarca de unir los dos teatros existentes en la ciudad, de los cuales uno presentaba obras en francés, en una sola institución. En los años siguientes, el teatro, que representaba comedias populares basadas en el repertorio francés de la época y que llegó a ser el más popular del país, también acogió el debut de Alecsandri como dramaturgo. Progresivamente, se convirtió en diana de la censura de Sturdza.
Durante este período, Kogălniceanu mantuvo estrechos contactos con su antiguo compañero Costache Negri y su hermana Elena, convirtiéndose en una de las principales figuras del círculo intelectual que se reunía en Mânjina. También llegó a ser amigo cercano de un profesor y ensayista francés, Jean Alexandre Vaillant, él mismo implicado en causas liberales, e interesado en las obras de los cronistas moldavos. Los intelectuales del día especularon que Kogălniceanu contribuyó más tarde a varias secciones del largo ensayo de Vaillant sobre Moldavia y Valaquia (La Roumanie).
En 1843, presentó un discurso inaugural apreciado acerca de la historia natural en la nuevamente fundada "Academia Mihăileană" de Iaşi, discurso que influyó en gran medida a los estudiantes de etnia rumana de la Universidad de París y a la generación de 1848 (véase "Cuvânt pentru deschiderea cursului de istorie naţională") Otros profesores de la Academia, originarios de varias regiones históricas, fueron Ion Ghica, Eftimie Murgu, y Ion Ionescu de la Brad. El discurso introductorio de Kogălniceanu estuvo parcialmente impulsado por el rechazo de Sturdza a otorgarle el imprimatur, y añadido a un proyecto revolucionario. Entre otras cosas, hacía referencias explícitas a la causa común de los rumanos que vivían en Moldavia y Valaquia, así como en los Imperios Austríaco y Ruso: 
«Considero mi país a cualquier lugar del mundo en donde se habla rumano, y como historia nacional a la historia de Moldavia, de Valaquia, y a la de nuestros hermanos de Transilvania.»

### Revolución

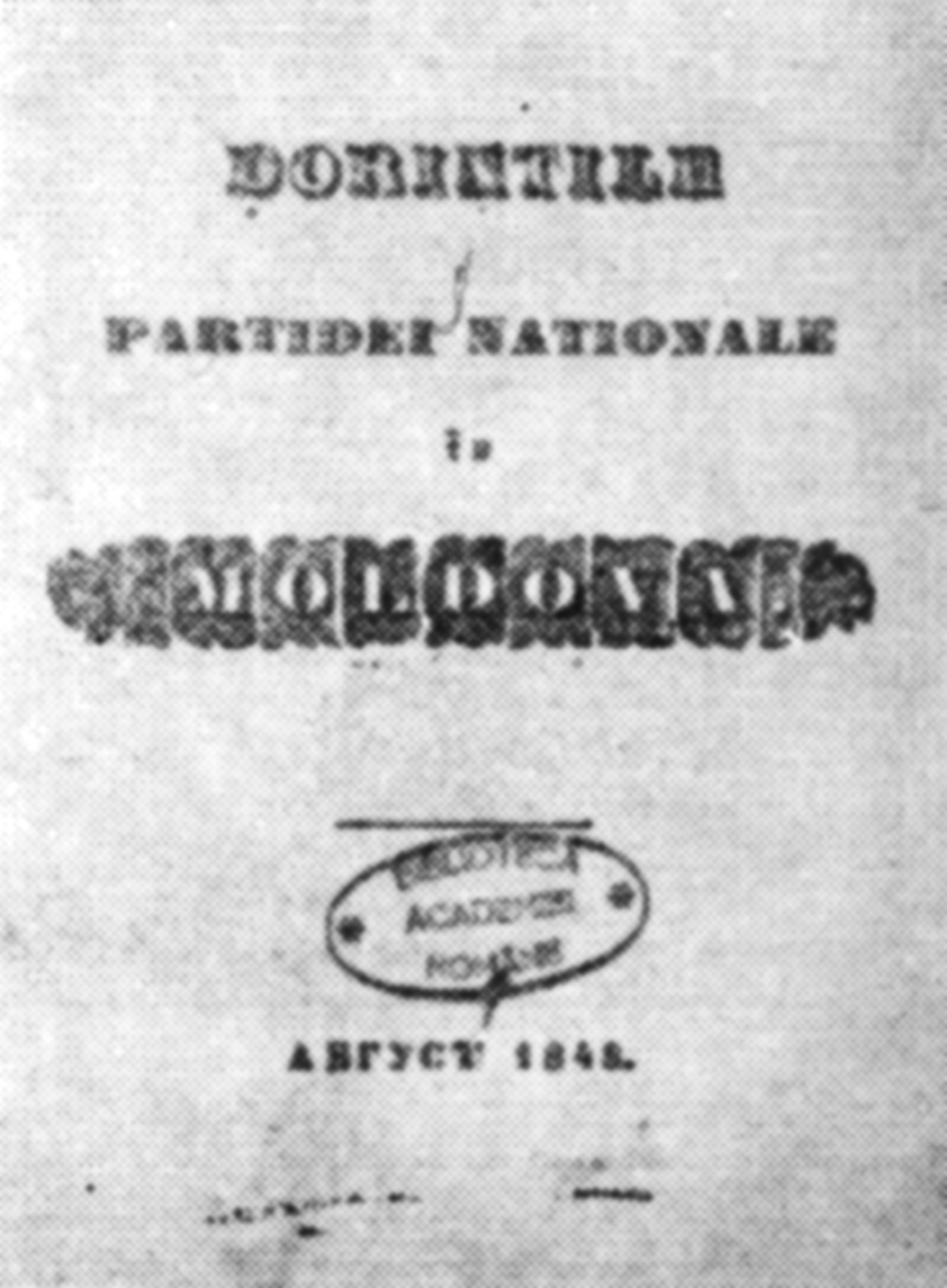
Cubierta de Dorinţele partidei naţionale din Moldova.

Alrededor de 1843, el entusiasmo que Kogălniceanu sentía por el cambio lo hacía sospechoso para las autoridades moldavas, y sus lecturas acerca de la historia fueron suspendidas en 1844. Su pasaporte estuvo revocado mientras viajaba a Viena como representante secreto de la oposición política moldava (intentando acercarse al príncipe Metternich y discutir el derrocamiento de Sturdza). Encarcelado brevemente después de haber regresado a Iaşi, llegó a implicarse en la agitación política de Valaquia, asistiendo a su amigo Ion Ghica; en febrero, durante una celebración nacionalista romántica, viajó a Bucarest, donde se encontró con miembros de la organización secreta "Frăţia" ("La fraternidad") y de su frente legal, "Soţietatea Literară" (incluyendo a Ghica, a Nicolae Bălcescu, August Treboniu Laurian, Alexandru G. Golescu, y a C. A. Rosetti).
Kogălniceanu estuvo en París y en otras ciudades del Oeste de Europa entre 1845 y 1847, entrando en la asociación de estudiantes rumanos que incluía a Ghica, Bălcescu, y Rosetti y que estaba presidida por el poeta francés Alphonse de Lamartine. Frecuentó también "La Bibliothèque Roumaine" y entró en la francmasonería, en la lonja conocida como "L'Athénée des Étrangers" ("El Ateneo de los Extranjeros"), lo mismo que la mayoría de los rumanos con mentalidad reformadora que estaban en París.
Durante un tiempo, concentró sus actividades en repasar las fuentes históricas, expandiendo su serie de crónicas moldavas imprimidas y editadas. En ese período, renovó sus contactos con Vaillant, quien le ayudó a publicar artículos en la Revue de l'Orient. Más tarde afirmaría: «No habíamos llegado a París solamente para aprender a hablar francés como los franceses, sino también para prestar las ideas y las cosas útiles de una nación que era tan iluminada y libre».
Tras el estallido de las revoluciones europeas de 1848, Kogălniceanu estuvo presente en el frente principal de la política nacionalista. Aunque, por un número de motivos, no llegó a firmar la petición-proclamación de marzo de 1848, que significó el principio del revolución en Moldavia, fue visto como uno de sus instigadores, y el príncipe Sturdza ordenó su arresto durante la redada de la policía que siguió. Mientras escapaba de la captura, Kogălniceanu escribió uno de los más categóricos ataques en contra de Sturdza, y, en julio, se ofreció una recompensa para su captura "vivo o muerto". Durante el fin del verano, pasó la frontera austríaca para llegar a Bucovina, donde encontró refugio en la hacienda de los hermanos Hurmuzachi (en paralelo, la Revolución en Valaquia, liderada por la "Frăţia", consiguió tomar el poder en Bucarest).
Kogălniceanu llegó a ser miembro y principal ideólogo del Comité Central Revolucionario de Moldavia, durante su exilio. Su manifiesto, "Dorinţele partidei naţionale din Moldova" (agosto de 1848), era, efectivamente, un proyecto constitucional, que listaba los propósitos de los revolucionarios rumanos. Contrastaba con las primeras peticiones que los revolucionarios habían presentado a Sturdza, que pedían una adhesión estricta al "Regulamentul Organic" y el fin de los abusos. En sus 10 secciones y 120 artículos, el manifiesto pedía, entre otras cosas, autonomía interna, derechos civiles y políticos, separación de los poderes, abolición de los privilegios, y el fin de los "corvées", así como la unión de Valaquia y Moldavia. Refiriéndose al último ideal, Kogălniceanu afirmó que constituía: 
«La clave sin la que el edificio nacional sucumbiría.»
Al mismo tiempo, publicó un más explícito "Proyecto de una Constitución Moldava", que detallaba los métodos para que las "Dorinţele" pasasen a ser realidad. Kogălniceanu contribuyó también con artículos al periódico "Bucovina", la voz de los rumanos que vivían en territorios ocupados por los austríacos. En enero de 1849, una epidemia de cólera lo obligó a ir a la república francesa, donde continuó su actividad de apoyar a la revolución rumana.

### Las reformas del príncipe Ghica

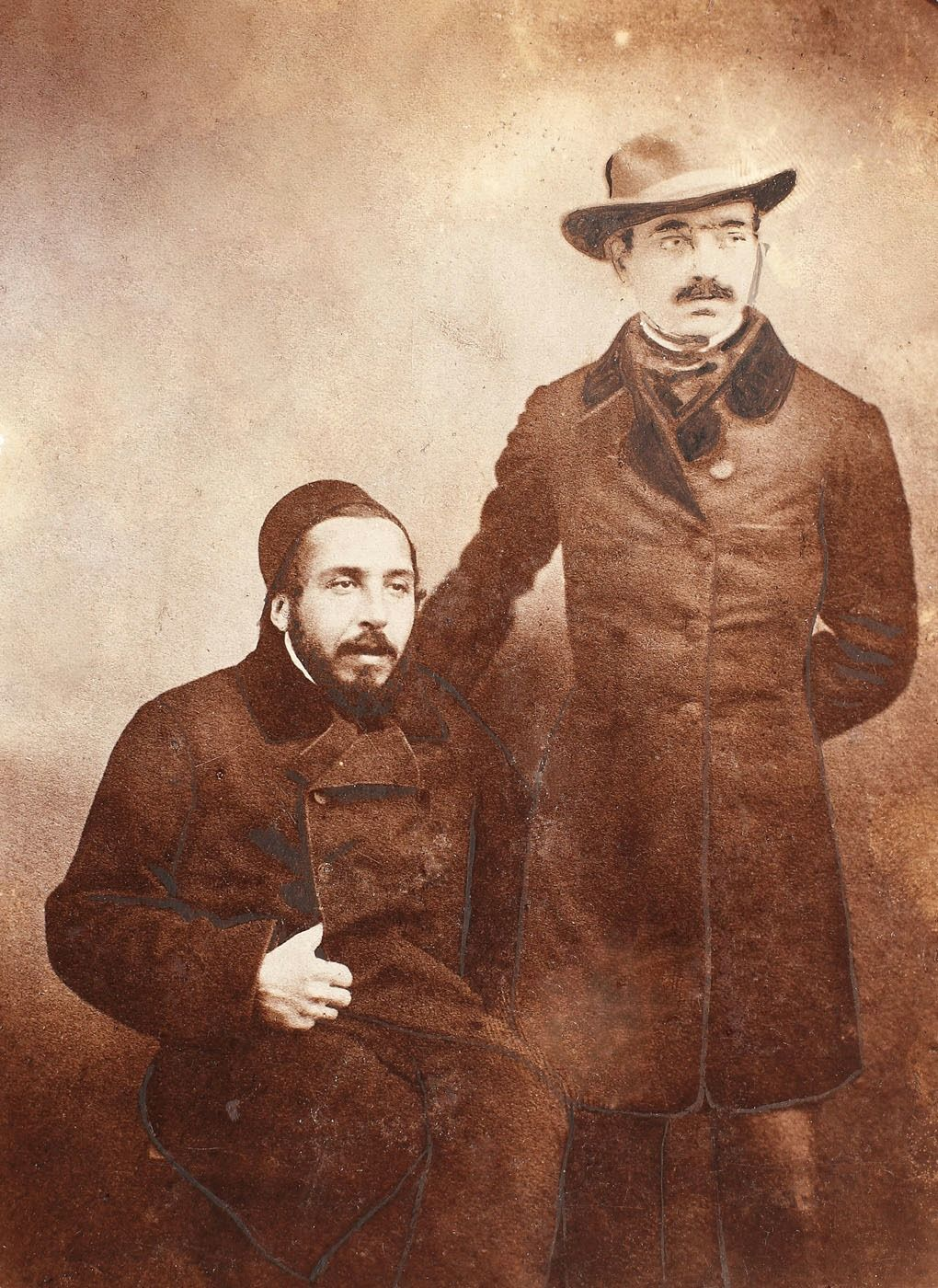
Ion Ghica (sentado) y Vasile Alecsandri, fotografiados en Estambul (1855).

En abril de 1849, una parte de los propósitos de la Revolución de 1848 se alcanzaron a través del Tratado de Balta Liman, a través del cual los dos poderes soberanos del "Regulamentul Organic", el Imperio otomano y el Imperio ruso, nombraron a Grigore Alexandru Ghica, quien apoyaba a la causa liberal y unionista, como príncipe de Moldavia (aunque, de otro lado, quedó confirmada la derrota del poder revolucionario en Valaquia). Ghica permitió a los instigadores de los eventos de 1848 a regresar desde el exilio, y nombró a Kogălniceanu, así como a Costache Negri y a Alexandru Ioan Cuza en cargos administrativos. Las medidas impuestas por el príncipe, junto con las consecuencias de la derrota de Rusia en la guerra de Crimea, habrán de abrir camino para la realización de los principios estipulados en "Dorinţele partidei naţionale din Moldova".
Kogălniceanu pasó a ocupar varios cargos importantes en el gobierno, continuando también sus contribuciones culturales y llegando a ser la figura principal de "Partida Naţională", una formación que luchaba para la unión de los Principados Danubianos bajo una sola administración. En 1867, reflejando este papel, afirmó: 
«No hay una sola reforma, un solo acto nacional, donde esté ausente mi nombre. Todas las leyes mayores fueron compuestas y validadas por mí.»
Inauguró su carrera de legislador bajo el príncipe Ghica. En el 22 de diciembre de 1855, la legislación que compuso junto con Petre Mavrogheni acerca de la abolición de la esclavitud para la minoría gitana fue aprobada por el Diván de los Boyardos. Esto supuso la liberación de los gitanos que eran considerados propiedad privada, así como de los que habían sido liberados por el príncipe Sturdza en enero de 1844. (Kogălniceanu pretendió que también esta medida fue inspirada por él). Ghica se sintió apresurado a acelerar el proceso de liberación debido al destino de Dincă, un cocinero gitano educado que había matado a su esposa francesa y después se había suicidado tras enterarse de que sus dueños (de la familia Cantacuzino) no querían dejarle libre.
El príncipe Ghica también intentó mejorar la situación de los campesinos, ordenando la legislación de los "quit-rents" y estableciendo que los campesinos ya no podrían ser alejados del terreno que trabajaban. Esta medida no tuvo consecuencias a largo plazo; conforme a Kogălniceanu, «la causa para esto debería buscarse en el poder aplastante de los propietarios de tierra y en la debilidad del gobierno, que, por su misma naturaleza, era provisional, y por lo tanto sin autoridad».

### El divánad hoc

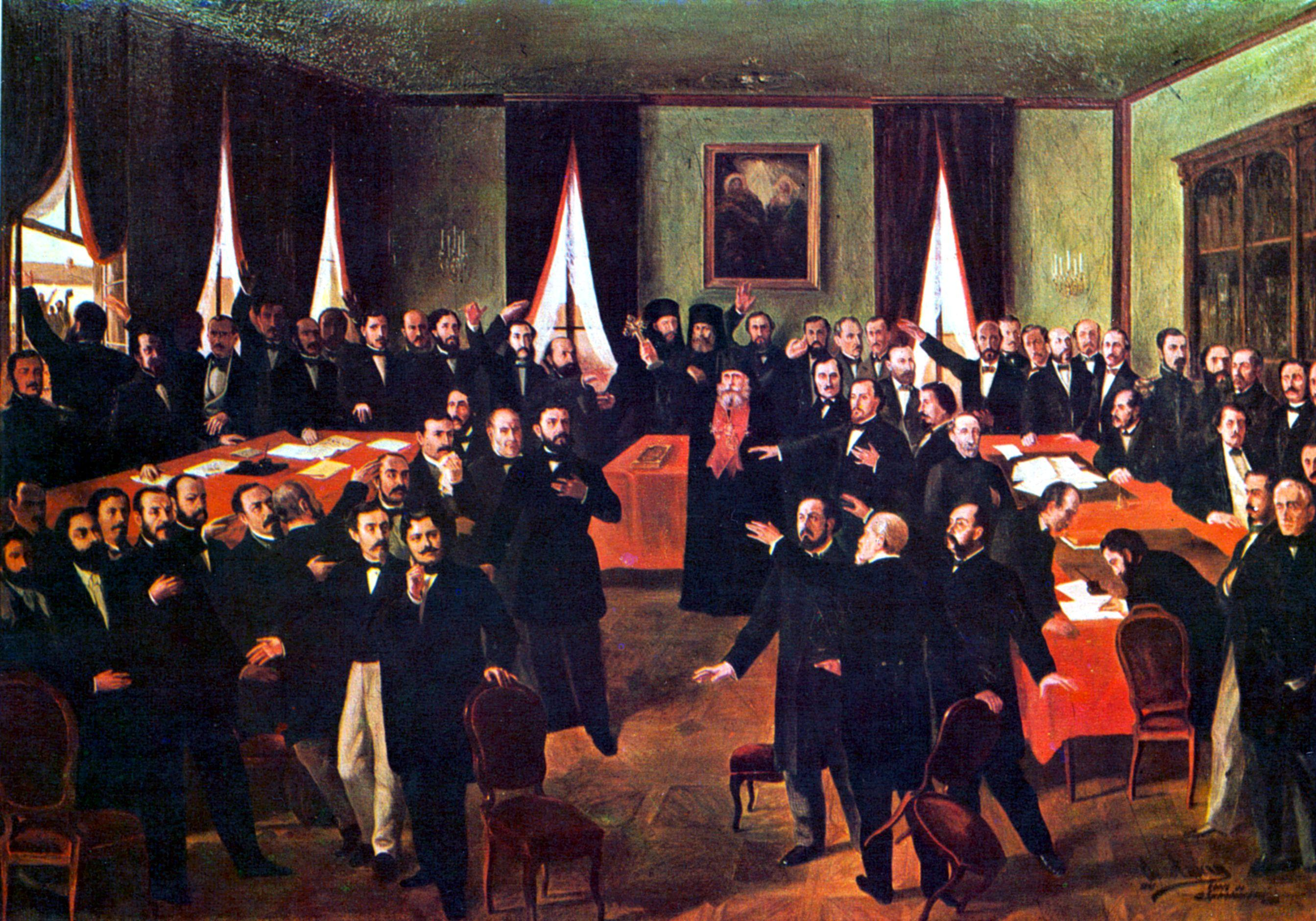
Proclamación de la unión moldavo-valaca, pintada por Theodor Aman.

Interrumpida por las intervenciones rusas y austríacas durante la guerra de Crimea, su actividad como representante de "Partida Naţională" fue exitosa tras el Tratado de París de 1856, cuando Valaquia y Moldavia entraron bajo la directa supervisión de los Poderes Europeos (además de Rusia y Austria, Gran Bretaña, Segundo Imperio Francés, Piamonte-Cerdeña y Prusia). Como llegó a darse cuenta, algunos miembros del Diván empezaron a considerar los acuerdos de París, y especialmente la convención de 1858 concerniente a los dos países, como una Constitución de Rumania, aplicada hasta 1864.
Además, Kogălniceanu empezó publicar la revista Steaua Dunării en Iaşi, voz de los unionistas, y contaba con el apoyo de Alecsandri y su "România Literară". Kogălniceanu animó a Nicolae Ionescu a publicar L'Étoile de Danube en Bruselas, como una variante en francés de la revista Steaua Dunării, que serviría a popularizar las opiniones de "Partida Naţională". Durante ese período mantuvo correspondencia con Jean Henri Abdolonyme Ubicini, un ensayista y viajero francés que tuvo un papel menor en la revolución de Valaquia, y quien apoyaba la causa rumana desde su país natal.
Elegido por el Colegio electoral de terratenientes en el distrito de Dorohoi, para el diván ad hoc, una asamblea nuevamente establecida, a través de la cual los moldavos ganaron el derecho de decidir su propio futuro, Kogălniceanu mantuvo la comunicación con los representantes valacos de su respectivo Diván, resumiendo la campaña a favor de la unión y de una autonomía aumentada, así como a favor de la neutralidad, gobierno representativo, y, como dijo después, el reinado de "un príncipe extranjero". Sin embargo, tanto Kogălniceanu como Alecsandri se presentaron inicialmente como candidatos para la regencia del título de Caimacam; Alecsandri, quien era más popular, renunció con el propósito de apoyar a Costache Negri. La candidatura de Negri no fue aceptada por los otomanos, quienes eligieron a Teodor Balş (junio de 1856).
Siguiendo las elecciones de septiembre de 1857, la entera "Partida Naţională" eligió a apoyar a Cuza para el trono de Moldavia. Esto pasó después de que Nicolae Vogoride, el nuevo "Caimacam", organizó un fraude electoral anti-unionista; el sufragio quedó anulado por el veredicto común de Napoleón III y la reina Victoria (9 de agosto de 1857, anunciado al mundo el 26 de agosto).
Tuvo un papel decisivo en la decisión del Diván de abolir los rangos y privilegios de los boyardos, anulando de esa manera la legislación impuesta por el príncipe Constantine Mavrocordatos. La propuesta final, imponiéndose con eficiencia una ley para todos, conscripción universal, y el fin de las exenciones fiscales para los privilegiados, fue adelantada por una comisión que incluía a Kogălniceanu y a Vasile Mălinescu, y fue aprobada por el Diván en el 29 de octubre de 1857, con 73 votos de 77 (los 4 restantes fueron abstenciones). Kogălniceanu observó con orgullo que "La entera nación aceptó esa gran reforma, y todo el mundo, antiguos príncipes, grandes boyardos, pequeños boyardos, estados privilegiados, recibieron esta reforma igualitaria, descartando, incluso sin leyes especiales, todo lo derivado del Antiguo Régimen, incluso cualquier cosa que se parecía a él". Se acordó que solamente dos miembros de la clase boyarda se negaron a aplicar los nuevos principios; los "vornic" Iordache Beldiman en Moldavia y Ioan Manu en Valaquia.
En noviembre "Partida Naţională" aprobó la legislación que consagraba el fin de la discriminación religiosa en contra de los no ortodoxos en Moldavia (particularmente en contra de los romano-católicos y los armenios gregorianos). El proyecto de ley fue iniciado por Negri.
Una gran parte de sus esfuerzos se dirigieron hacia la cuestión campesina, pero, como él mismo admitió, su electorado boyardo le amenazaba con la destitución si continuara en ese camino. Por lo tanto, firmó la propuesta moderada de Dimitrie Rallet, que impedía a los boyardos a instituir los nuevos "corvée"s, dejando que otros asuntos sean discutidos por una futura Asamblea permanente. Este proyecto fue rechazado por una sólida mayoría de la Asamblea, que, de punto de vista de Kogălniceanu, condujo a la creación de dos polos, uno liberal y uno conservador, reemplazando de esta manera a la división unionista-separatista y causando conflictos políticos dentro de la antigua mayoría unionista (formando de esta manera el Partido Nacional Liberal y el Partido Conservador).
Derrotando la oposición de Vogoride y su grupo de adeptos conservadores, durante las nuevas elecciones para el Diván, Kogălniceanu fue capaz de promover a Cuza en Moldavia en el 17 de enero de 1859, resultando en la elección de Cuza en la misma posición en Valaquia (5 de febrero de 1859), es decir la unión "de facto" de los dos países. En octubre de 1858, presentó una propuesta clara concerniente a la unificación, que, como él notó, se encontró con la oposición de solamente Alecu Balş y Nectarie Hermeziu (vicario ortodoxo del Obispado Romano), siendo aclamada públicamente por Ion Roată, el representante de los campesinos del distrito de Putna. Durante 1859, Kogălniceanu estuvo de nuevo en el diván ad hoc, ganando apoyo para Cuza de parte de todos los unionistas, mientras promovía su candidatura también en Bucarest, aprovechándose de las ambigüedades del Tratado de París. Cuando Cuza llegó al trono, empezando su reinado como "Domnitor", Mihail Kogălniceanu le dio la bienvenida con un discurso emocionante.

### Secularización de las propiedades de los monasterios

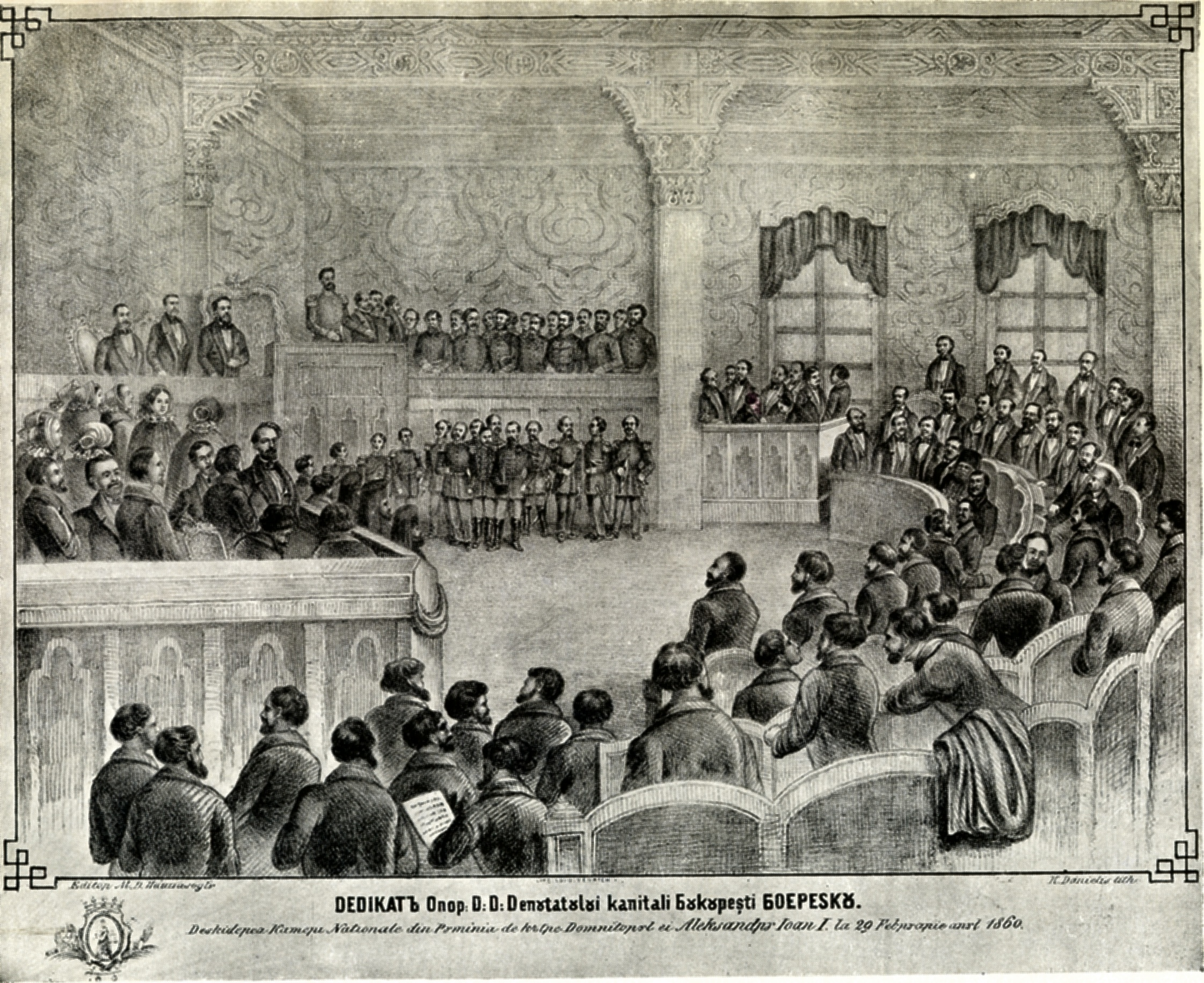
Apertura de sesión en el Parlamento Rumano, en febrero de 1860.

Desde 1859 hasta 1865, Kogălniceanu fue líder de gabinete en numerosas ocasiones, siendo responsable para la mayoría de las reformas asociadas con el reinado de Cuza. Las acciones de Cuza incluyeron la secularización de las propiedades de los monasterios, un paso temprano en la reforma agraria pensada para 1864 (que vino al mismo tiempo con la abolición de los corvées).
Aunque la oposición política le impidió a aplicar la reforma agraria desde el momento en el cual la propuso, Mihail Kogălniceanu es visto como la persona responsable para la manera en la cual fue llevada a cabo al final por Cuza. Los cambios en la legislación vinieron al final de un proceso muy largo, inaugurado en 1860, cuando la institución que regulaba los proyectos legislativos para los dos principados, la "Comisión Común" de Focşani, dominada por los conservadores, rechazó a crear la base para la reforma agraria. En cambio, vio el fin de los corvées, dejando a los campesinos de las haciendas de los boyardos a controlar sus propias casas y una parcela de pasto. Conocido como "Legea Rurală" ("La Ley Rural"), el proyecto gozó del apoyo instantáneo del entonces primer ministro Barbu Catargiu, líder de los conservadores, quien por lo demás era la diana de las críticas de Kogălniceanu. En el 6 de junio de 1862, el proyecto fue debatido por primera vez en el Parlamento, causando un estancamiento entre Cuza y los conservadores. Conforme al historiador L. S. Stavrianos, los conservadores consideraron ventajoso al proyecto, ya que, mientras conservaba las haciendas, creaba un número importante de campesinos sin tierra y dependientes, que podrían constituir mano de obra barata.
Más tarde en ese mismo mes, Catargiu fue asesinado misteriosamente en Dealul Mitropoliei, mientras regresaba de Filaret, donde asistió a una ceremonia conmemorando la revolución de 1848 en Valaquia. Fue sucedido por Nicolae Kretzulescu, después del interimato de Apóstol Arsachi. "Legea Rurală" fue aprobada por el Parlamento, pero Cuza no la promulgó. Conforme a Kogălniceanu, los conservadores Arsachi y Kretzulescu no pensaban en un nuevo proyecto de ley, ya que consideraban que Cuza no iba a promulgarla. Las discusiones encaminaron hacia el asunto de la tierra confiscada de los monasterios griego ortodoxos de Rumania (sus grandes haciendas y sus exenciones fiscales fueron sujeto de debate desde la época fanariota). Hacia el final de 1862, sus ingresos llegaron a ser controlados por el Estado, y, durante el verano del mismo año, una suma de 80 millones de kuruş fue ofrecida como compensación a los monjes griegos, en cambio por toda la tierra de los monasterios.
Como el Imperio otomano propuso mediación internacional, Cuza tomó la iniciativa, y, en el 23 de octubre de 1863, dimitió al gabinete de Kretzulescu, nombrando a sus hombres de confianza: Kogălniceanu como primer ministro y ministro del interior, Dimitrie Bolintineanu como ministro de Asuntos Religiosos. Para prevenir futuras tensiones internacionales, se decidió la confiscación generalizada de todas las haciendas de la Iglesia Ortodoxa, tanto griega como rumana. La resolución fue aprobada con 97 votos de 100. Más tarde, la Iglesia Griega recibió una oferta de 150 millones de kuruş como compensación, considerada demasiado baja. Por lo tanto, el Estado rumano consideró el asunto terminado. Como consecuencia directa, la tercera parte del territorio arable de Moldavia y la cuarta parte del de Valaquia pasaron a ser disponibles para la futura reforma agraria. (entre la quinta y la cuarta parte del territorio arable total del Estado).

### El régimen personal de Cuza
En la primavera de 1864, el gabinete introdujo una ley concerniente a una reforma agraria extensa, que proponía repartir la tierra según el estatuto de los campesinos: los "fruntaşi" (los primeros), quienes tenían 4 o más bueyes, deberían recibir aprox. 7,5 hectáreas; los "mijlocaşi" (del medio), con dos bueyes - aprox.6 hectáreas; los "pălmaşi" (los braceros), sin bueyes - aprox. 3 hectáreas. Los campesinos habrían de ser propietarios después de 14 pagos anuales al respectivo propietario de tierra. Esto causó tumulto en Parlamento, compuesto de más o menos 4000 electores, la mayoría boyardos, y algunos conservadores llamaron al proyecto "una locura". Los conservadores prepararon un voto de censura, basado en que Kogălniceanu publicó el proyecto en "Monitorul Oficial", en contradicción con el de la Comisión de Focşani, no respetando de esa manera la letra de la ley; él se justificó más tarde diciendo : "La publicación fue necesaria para calmar a la población rural, agitada por causa del proyecto alternativo." El gabinete presentó su dimisión, pero Cuza rechazó validarla. 
La tensión aumentó, y, en el 14 de mayo de 1864, Cuza dio un golpe de Estado, que coincidió con el momento en lo cual los conservadores impusieron un voto de censura. Kogălniceanu leyó en Parlamento la decisión del monarca de disolverlo, y después Cuza introdujo una nueva Constitución, intitulada "Statutul dezvoltător al Convenţiei de la Paris" ("Estatuto expandiendo la Convención de París"). Se supuso a un referéndum, junto con una ley que virtualmente establecía un sistema de sufragio universal masculino, recibiendo 682.621 votos de 754.148. El nuevo régimen aprobó su propia versión de "Legea Rurală", imponiendo la reforma agraria, y acabando con los "corvées". Esto fue logrado a través de las discusiones de agosto de 1864, en el nuevamente establecido Consejo del Estado, donde la ley fue apoyada por, entre otros, Kogălniceanu, Bolintineanu, George D. Vernescu, Gheorghe Apostoleanu y Alexandru Papadopol Callimachi.
Miembros más reservados del Consejo pidieron que la ley no fuese aplicada por un tiempo de tres años, en lugar del plazo límite de abril de 1865, y Cuza estuvo de acuerdo. Indicando que, de su punto de vista, la decisión fue "la condenación y aplastamiento de la ley", Kogălniceanu se preocupó que los campesinos, informados de su futuro, no podrán ser convencidos a continuar con los "corvées". Amenazó a Cuza con su dimisión, y al final fue capaz de persuadir a todos los partidos, incluso a la oposición liderada por Kretzulescu, a aceptar la aplicación de la ley durante la primavera de 1865; una proclamación de Cuza, "Către locuitorii săteşti" ("A los habitantes de los pueblos"), acompañó a la resolución, y fue descrita por Kogălniceanu como "el testamento político de Cuza". A pesar de esta medida, factores como la población en aumento, la división de la tierra entre los descendientes, las deudas de los campesinos y el sometimiento a los ingresos provenientes de trabajar en haciendas, junto con la especulación de la propiedad arrendada y los casos de corrupción política, hicieron a la reforma poco eficiente a largo plazo, y contribuyó al tumulto del medio rural, manifestado en la Revuelta Campesina de 1907.
Con la participación de Kogălniceanu, el régimen autoritario de Cuza tuvo éxito en promulgar una serie de reformas, notablemente el Código Napoleónico, la educación pública, y los monopolios estatales para el alcohol y el tabaco. En paralelo, el régimen llegó a ser inestable y contestado de todos los lados, especialmente después de la aventura de Cuza con Marija Obrenović, motivo de escándalo. A principios de 1865, Cuza entró en conflicto con su principal aliado Kogălniceanu, a quien dimitió en poco tiempo. En los meses siguientes, la administración entró en colapse financiero, llegando a ser incapaz de pagar los sueldos de sus empleados, mientras Cuza llegó a basarse en su propia "camarilla".
Después de 1863, las relaciones entre Mihail Kogălniceanu y su amigo Vasile Alecsandri enfriaron considerablemente, ya que el último se declaró disgustado con la política de la época. Alecsandri se retiró a su hacienda de Mirceşti, donde escribió obras que criticaban los acontecimientos políticos.

### Los años 1870

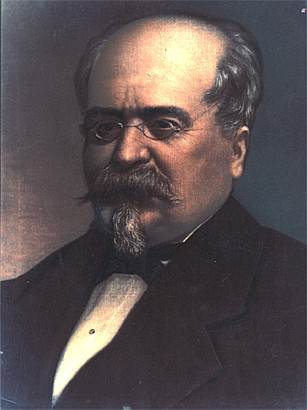
Retrato de Kogălniceanu avanzando en edad.

El Domnitor Cuza fue obligado a abdicar por una coalición de conservadores y liberales, en febrero de 1866; después de un período de transición y maniobras para evitar las objeciones internacionales, se estableció un Principado unido de Rumania bajo Carlos I de Hohenzollern-Sigmaringen, adoptándose la Constitución de 1866. Entre noviembre de 1868 y enero de 1870, fue nombrado nuevamente ministro del Interior, en el gobierno de Dimitrie Ghica; su mandato quedó confirmado después de las elecciones de 1869, cuando consiguió persuadir a Alecsandri de que aceptara el puesto de diputado en Roman. El poeta, que había sido elegido sin expresar su consentimiento, renunció a su hostilidad y se convirtió en uno de los defensores de Kogălniceanu en la Cámara.
Aunque Cuza abandonó al país, estableciéndose en Baden, las relaciones entre el antiguo príncipe y Kogălniceanu siguieron basándose en el respeto mutuo, aunque distante: en el verano de 1868, cuando los dos visitaron Viena, se encontraron y, sin cruzar palabra, levantaron sus goros en signo de saludo. El 27 de mayo de 1873, Kogălniceanu, junto con Alecsandri, Costache Negri, Petre Poni y otras personalidades públicas, asistieron al funeral de Cuza, en Ruginoasa. Hablando después, resaltó: «Cuza cometió grandes errores, pero «Către locuitorii săteşti» de 1864 se quedará siempre en los corazones de los campesinos, y en la historia de Rumania».
Continuó a ser el líder del liberalismo rumano basado en las reformas pragmáticas; en oposición al gabinete conservador de Lascăr Catargiu (1875), entró en diálogo con la facción radical de la corriente liberal rumana (notablemente con Ion Brătianu, Dimitrie Sturdza, Ion Ghica, C. A. Rosetti, Dimitrie Brătianu, y Alexandru G. Golescu), en la residencia bucarestiana del pasha Stephen Bartlett Lakeman. En el 24 de mayo de 1875, las negaciones tuvieron como resultado la creación del Partido Nacional Liberal, la denominada "Coalición de Mazar Paşa". Se juntó con los liberales que expresaron su oposición a la convención comercial que Catargiu había firmado con el Imperio austrohúngaro, convención ventajosa para las exportaciones del Imperio, pero que, según los liberales, llevaba a la industria rumana a la ruina. De hecho, un gobierno liberal canceló ese acuerdo en 1886.
Como ministro de asuntos externos en el gabinete de Ion Brătianu (primavera-verano de 1876, y de nuevo desde el abril de 1877 hasta el noviembre de 1878), Kogălniceanu fue responsable por la entrada de Rumania en la guerra ruso-turca de 1877-1878, de parte de los rusos, y la proclamación de la independencia del país en el 9 de mayo de 1877. Junto con Rosetti y Brătianu, apoyó el paso de las tropas rusas, y, durante el mes de abril, convenció a Carlos de que aceptara la alianza con Rusia en contra de las opiniones del Consejo Real. Pidió también consejos de la Tercera República Francesa, que era todavía uno de los poderes que vigilaban a Rumania; Louis, duque de Decazes, el ministro de asuntos exteriores francés, no le ofreció ninguna garantía, más bien afirmó que si Rumania entrara en la guerra de parte del Imperio ruso, los poderos europeos dejarían de ofrecerle protección. Aunque entendiendo esto, Kogălniceanu expresó de toda manera su esperanza que Francia seguiría apoyando a su país en el momento decisivo.
El 9 de mayo de 1877, a través de un discurso de Kogălniceanu en el Parlamento, Rumania proclamó que deja de reconocer la soberanía del Imperio otomano. A lo largo del año siguiente, Kogălniceanu coordinó los esfuerzos para que el acto sea reconocido por los estados europeos, y afirmó que la política de su gobierno se centraba en "lo más rápidamente posible, transformar las agencias diplomáticas y consulados extranjeros de Bucarest en legados".

### El Congreso de Berlín y los años finales
Con el final de la guerra, Kogălniceanu y Brătianu encabezaron la delegación de Rumania para el Congreso de Berlín. Los dos protestaron a la propuesta de Rusia de ofrecer el norte de Dobruya (antes controlado por los otomanos) en cambio por los tres distritos del sur de Basarabia que Rumania había recibido después del Tratado de París de 1856. El Congreso decidió finalmente a favor de Rusia, gracias especialmente al apoyo de Gyula Andrássy, ministro de asuntos externos del Imperio austrohúngaro, y de William Henry Waddington, su homólogo francés. Presiones adicionales vinieron del canciller alemán Otto von Bismarck. El resultado del Congreso fue contestado en Rumania, donde se consideró generalmente que el cambio no era justificado, y algunos incluso propusieron la aceptación renovada de la soberanía otomana para cambiar el estado de cosas. En paralelo, las demandas de Rusia a Rumania para obtener el derecho indefinido a tránsito militar por el norte de la Dobruya, quedaron anuladas por la oposición de las potencias europeas.
En ese tiempo, como resultado de la intervención de Waddington, Rumania estuvo de acuerdo a resolver la cuestión de la emancipación de los judíos, y a naturalizar a todos sus residentes no cristianos. La resolución fue debatida dentro de Rumania a lo largo del siguiente año, y la medida concerniente a los judíos no fue adoptada hasta los años 1922-1923.
Representó a Rumania en Francia (1880), siendo el primer representante diplomático de Rumania en París, y teniendo a Alexandru Lahovary como colaborador. Después de retirarse de la vida política, Kogălniceanu, quien había sido elegido en la sección de Historia de la Academia Rumana, en 1868, sirvió como presidente de la Academia desde 1887 hasta 1889. Cayendo gravemente enfermo en 1886, pasó sus años finales editando documentos históricos del fondo Eudoxiu Hurmuzaki, divulgando los descubrimientos arqueológicos del norte de Dobruja relacionados con la Antigua Grecia y la Antigua Roma, y coleccionando documentos extranjeros relacionados con la historia rumana. Uno de sus últimos discursos, frente a los miembros de la Academia y a Carlos I, convertido en rey de Rumania, y su esposa Isabel de Wied, fue un resumen de su entera carrera como político, intelectual y funcionario civil. En agosto de 1890, mientras viajaba por la región austríaca de Vorarlberg, fue afectado por la noticia que Alecsandri había fallecido en su casa de Mirceşti. Escribiendo a la esposa de Alecsandri, Paulina, pidió : "No pude estar presente a su funeral, por lo tanto permíteme, mi señora, ya que nu fui capaz de besarle vivo o muerto, ¡ a besar por lo menos su tumba !".
Mihail Kogălniceanu murió durante una operación de cirujanía en París, y fue sucedido como presidente de la Academia Rumana por el historiador Alexandru Dimitrie Xenopol. Fue enterrado en su ciudad natal de Iaşi, en el cementerio "Eternitatea" ("La eternidad").